# Oswego (rzeka w stanie Nowy Jork)
Oswego – rzeka w stanie Nowy Jork, w Stanach Zjednoczonych. Jej długość wynosi 37 km (23 mile). Rzeka jest drugą pod względem wielkości rzeką wpadającą do jeziora Ontario.
Oswego w języku mohawk oznacza "wpływać", a konkretnie: "mała woda wpływająca do czegoś dużego".

## Geografia
Rzeka Oswego zaczyna swój bieg w miejscu połączenia się rzek Seneca i Oneida. Rzeka zasila powierzchnię 13 226 km², tak dużą jak stany Rhode Island i Delaware, obejmując większość regionu Finger Lakes w stanie Nowy Jork. Oswego wpada do jeziora Ontario i jest drugą, po rzece Niagara, rzeką zasilającą jezioro.

### Kanał Oswego
Część rzeki została przekształcona w kanał Oswego, który jest częścią New York State Canal System. Służy on jako trasa z kanału Erie do jeziora Ontario. Kanał Oswego utworzono w 1827 r., dwa lata po utworzeniu kanału Erie.